# Двойна експоненциална функция
Двойната експоненциална функция е математическа функция, равна на константа, повдигната на степен експоненциална функция. В общ вид тя се дефинира като:
{\displaystyle f(x)=a^{b^{x}}=a^{(b^{x})}},
където a>1 и b>1.
Двойната експоненциална функция е значително по-бързо растяща от експоненциалната функция – така факториелът расте по-бързо от експоненциалната, но много по-бавно от двойната експоненциална функция. По-бързо растящи от двойната експоненциална функция са функции като тетрацията и функцията на Акерман. Обратна функция на двойната експоненциална е двойният логаритъм log(log(x)).